# 아틀리에 (비디오 게임 시리즈)
《아틀리에》(일본어: アトリエシリーズ)는 일본 거스트(Gust)사에서 만든 RPG 시리즈로서, 작품명 마다 아틀리에가 들어가는 이유로 통상 '아틀리에 시리즈'로 불리고 있다.

## 개요
1997년 플레이 스테이션으로 발매된 마리의 아틀리에를 시작으로 2021년 현재 플레이스테이션 4, Steam, 닌텐도 스위치등 다양한 플랫폼으로 개발되어있다. 장르는 RPG와 연금술 시스템을 조합한 게임이다.

## 연금술 시스템
아틀리에 시리즈는 RPG게임에서 빼놓을 수 없는 요소인 '아이템'을 테마로 제작된 RPG시리즈이다.
일반 RPG게임에서 아이템을 구하기 위해선 몬스터를 처치하거나 상점에서 구입하는 것이 주를 이루지만 아틀리에 시리즈는 한걸음 더 나아가 아이템을 '조합'해 만들어야 한다. 아이템 하나를 만들기 위해 여행을 떠나며, 그 와중에 몬스터와도 싸우며, 이렇게 모은 재료들로 아틀리에라는 공방에서 재료를 조합하는 것이 게임의 묘미. 생성된 아이템은 여행에서 사용되거나 이벤트에 사용 또는 자신의 장비를 업그레이드 하는 등 여러분야에 쓰이며 이런 연금술에 의해 자신의 목적 및 게임의 진행이 결정된다.
또한, 아이템들의 조합에 의해 상급의 아이템이 생기는 경우도 있어, 레시피와 아이템을 모으는 재미도 있다.

## 작품 시리즈
주된 시리즈는 5가지가 있다. 활동 지역을 구분으로 나누거나 주인공에 따라 나눔.(A1~A20)
그외에 외전격이라고 할 수 있는 시리즈가 ds용과 PSP용으로 출시되었다.
- 자르 부르그 시리즈
  - 마리의 아틀리에 ~자르부르그의 연금술사~ A1
  - 에리의 아틀리에 ~자르부르그의 연금술사2~ A2
  - 리리의 아틀리에 ~자르부르그의 연금술사3~ A3
- 그람나드 시리즈
  - 유디의 아틀리에 ~그람나드의 연금술사~ A4
  - 비올라트의 아틀리에 ~그람나드의 연금술사2~ A5
- 이리스 시리즈
  - 이리스의 아틀리에 ~이터널 마나~ A6
  - 이리스의 아틀리에 ~이터널 마나2~ A7
  - 이리스의 아틀리에 ~그랜드 판타즘~ A8
- 마나케미아 시리즈
  - 마나케미아 ~학원의 연금술사들~ A9
  - 마나케미아2 ~떨어진 학원과 연금술사들~ A10
- 아란드 시리즈
  - 로로나의 아틀리에 ~아란드의 연금술사~ A11
  - 토토리의 아틀리에 ~아란드의 연금술사 2~ A12
  - 메루루의 아틀리에 ~아란드의 연금술사 3~ A13
  - 루루아의 아틀리에 ~아란드의 연금술사 4~ A20
- 황혼 시리즈
  - 아샤의 아틀리에 ~황혼대지의 연금술사~ A14
  - 에스카 & 로지의 아틀리에 ~황혼하늘의 연금술사~ A15
  - 샤리의 아틀리에 ~황혼바다의 연금술사~ A16
- 신비 시리즈
  - 소피의 아틀리에 ~신비한 책의 연금술사~ A17
  - 소피의 아틀리에 2 ~신비한 꿈의 연금술사~
  - 피리스의 아틀리에 ~신비한 여행의 연금술사~ A18
  - 리디 & 수르의 아틀리에 ~신비한 그림의 연금술사~ A19
- 외전 시리즈
  - 리즈의 아틀리에 ~오르돌의 연금술사~ DSA1
  - 아니의 아틀리에 ~세라섬의 연금술사~ DSA2
  - 리나의 아틀리에 ~슈트랄의 연금술사~ DSA3
  - 엘크로네의 아틀리에 ~Dear for Otomate~ PSP
  - 네르케와 전설의 연금술사들 ~새로운 대지의 아틀리에~

| 번호  | 작품명                                             | 작품명(일어)                                                             | 발매일           | 기종 | 비고 |
| ----- | -------------------------------------------------- | ------------------------------------------------------------------------ | ---------------- | ---- | ---- |
| A1    | 마리의 아틀리에                                    | マリーのアトリエ 〜ザールブルグの錬金術士〜                              | 1997년 5월 23일  | PS   |      |
| A1    | 마리의 아틀리에                                    | マリーのアトリエ 〜ザールブルグの錬金術士〜                              | 1997년 12월 11일 | SS   |      |
|       | 마리의 아틀리에PLUS                                | マリーのアトリエPLUS 〜ザールブルグの錬金術士〜                          | 1998年6月4日     | PS   |      |
| A2    | 에리의 아틀리에                                    | エリーのアトリエ 〜ザールブルグの錬金術士2〜                             | 1998年12月17日   | PS   |      |
|       | 마리의 아틀리에PLUS PlayStation the Best           | マリーのアトリエPLUS 〜ザールブルグの錬金術士〜 PlayStation the Best     | 1999年12月16日   | PS   |      |
|       | 에리의 아틀리에 PlayStation the Best               | エリーのアトリエ 〜ザールブルグの錬金術士2〜 PlayStation the Best        | 1999年12月16日   | PS   |      |
|       | 마리의 아틀리에GB                                  | マリーのアトリエGB                                                       | 2000年1月8日     | GBC  |      |
|       | 마리의 아틀리에GB 디럭스 패키지                    | マリーのアトリエGB デラックスパッケージ                                  | 2000年1月8日     | GBC  |      |
|       | 에리의 아틀리에GB                                  | エリーのアトリエGB                                                       | 2000年1月8日     | GBC  |      |
|       | 에리의 아틀리에GB 디럭스 패키지                    | エリーのアトリエGB デラックスパッケージ                                  | 2000年1月8日     | GBC  |      |
| A1    | 마리의 아틀리에                                    | マリーのアトリエ 〜ザールブルグの錬金術士〜                              | 2000年4月28日    | PC   |      |
| A2    | 에리의 아틀리에                                    | エリーのアトリエ 〜ザールブルグの錬金術士2〜                             | 2000年4月28日    | PC   |      |
| A3    | 리리의 아틀리에                                    | リリーのアトリエ 〜ザールブルグの錬金術士3〜                             | 2001年6月21日    | PS2  |      |
|       | 리리의 아틀리에 프리미엄 박스                      | リリーのアトリエ 〜ザールブルグの錬金術士3〜 プレミアムボックス          | 2001年6月21日    | PS2  |      |
|       | 마리&에리 두사람의 아틀리에                        | マリー&エリー 〜ふたりのアトリエ〜                                       | 2001年10月25日   | WSC  |      |
| A1+A2 | 마리&에리의 아틀리에                               | マリー&エリーのアトリエ 〜ザールブルグの錬金術士1・2〜                   | 2001年11月15日   | DC   |      |
|       | 헤르미나와 크리스 리리의 아틀리에 또하나의 이야기  | ヘルミーナとクルス 〜リリーのアトリエ もう一つの物語〜                   | 2001年12月20日   | PS2  |      |
|       | 리리의 아틀리에PLUS                                | リリーのアトリエPLUS 〜ザールブルグの錬金術士3〜                         | 2002年4月4日     | PS2  |      |
| A4    | 유디의 아틀리에                                    | ユーディーのアトリエ 〜グラムナートの錬金術士〜                          | 2002年6月27日    | PS2  |      |
|       | 유디의 아틀리에 프리미엄 박스                      | ユーディーのアトリエ 〜グラムナートの錬金術士〜 プレミアムボックス       | 2002年6月27日    | PS2  |      |
|       | 마리,에리,아니스의 아틀리에                        | マリー、エリー&アニスのアトリエ 〜そよ風からの伝言〜                     | 2003年1月24日    | GBA  |      |
| A5    | 비올라트의 아틀리에                                | ヴィオラートのアトリエ 〜グラムナートの錬金術士2〜                       | 2003年6月26日    | PS2  |      |
|       | 비올라트의 아틀리에 프리미엄 박스                  | ヴィオラートのアトリエ 〜グラムナートの錬金術士2〜 プレミアムボックス    | 2003年6月26日    | PS2  |      |
|       | 유디의 아틀리에 Gust Best Price                    | ユーディーのアトリエ 〜グラムナートの錬金術士〜 Gust Best Price          | 2003年8月7日     | PS2  |      |
|       | 마리의 아틀리에                                    | マリーのアトリエ                                                         | 2003年12月15日   | i    |      |
| A6    | 이리스의 아틀리에                                  | イリスのアトリエ エターナルマナ                                          | 2004年5月27日    | PS2  |      |
|       | 이리스의 아틀리에 프리미엄 박스                    | イリスのアトリエ エターナルマナ プレミアムボックス                       | 2004年5月27日    | PS2  |      |
|       | 마리의 아틀리에                                    | マリーのアトリエ                                                         | 2004年6月3日     | EZ   |      |
|       | 비올라트의 아틀리에 Gust Best Price                | ヴィオラートのアトリエ 〜グラムナートの錬金術士2〜 Gust Best Price       | 2004年7月8日     | PS2  |      |
|       | 리리의 아틀리에 리미트 에디션                      | リリーのアトリエPLUS 〜ザールブルグの錬金術士3〜 リミテッドエディション  | 2005年5月6日     | PS2  |      |
| A7    | 이리스의 아틀리에 2                                | イリスのアトリエ エターナルマナ2                                         | 2005年5月26日    | PS2  |      |
|       | 이리스의 아틀리에 2 프리미엄 박스                  | イリスのアトリエ エターナルマナ2 プレミアムボックス                      | 2005年5月26日    | PS2  |      |
|       | 이리스의 아틀리에 Gust Best Price                  | イリスのアトリエ エターナルマナ Gust Best Price                          | 2005年8月4日     | PS2  |      |
|       | 아틀리에 마리+에리                                 | アトリエ マリー+エリー 〜ザールブルグの錬金術士1・2〜                    | 2005年10月27日   | PS2  |      |
|       | 아틀리에 마리+에리 프리미엄 박스                   | アトリエ マリー+エリー 〜ザールブルグの錬金術士1・2〜 プレミアムボックス | 2005年10月27日   | PS2  |      |
|       | 마리,에리,아니스의 아틀리에 산들바람에서의 전언    | マリー、エリー&アニスのアトリエ 〜そよ風からの伝言〜 BANPREST BEST       | 2006年3月23日    | GBA  |      |
|       | 마리의 아틀리에                                    | マリーのアトリエ                                                         | 2006年6月3日     | S!   |      |
| A8    | 이리스의 아틀리에 그랜드 판타즘                    | イリスのアトリエ グランファンタズム                                      | 2006年6月29日    | PS2  |      |
|       | 이리스의 아틀리에 그랜드 판타즘                    | イリスのアトリエ グランファンタズム 初回限定版                           | 2006年6月29日    | PS2  |      |
|       | 이리스의 아틀리에 2 Gust Best Price                | イリスのアトリエ エターナルマナ2 Gust Best Price                         | 2006年9月21日    | PS2  |      |
|       | 이리스의 아틀리에 2                                | イリスのアトリエ エターナルマナ2 After Episode                           | 2006年12月1日    | i,S! |      |
|       | 에리의 아틀리에                                    | エリーのアトリエ                                                         | 2007年4日        | S!   |      |
| DSA1  | 리즈의 아틀리에                                    | リーズのアトリエ 〜オルドールの錬金術士〜                                | 2007年4月19日    | DS   |      |
| A9    | 마나케미아 학원 연금술사들                         | マナケミア 〜学園の錬金術士たち〜                                        | 2007年6月21日    | PS2  |      |
|       | 마나케미아 학원 연금술사들 프리미엄 박스           | マナケミア 〜学園の錬金術士たち〜 プレミアムボックス                     | 2007年6月21日    | PS2  |      |
| A10   | 마나케미아2 타락한 학원과 연금술사들               | マナケミア2 〜おちた学園と錬金術士たち〜                                 | 2008年5月29日    | PS2  |      |
|       | 마나케미아2 타락한 학원과 연금술사들 프리미엄 박스 | マナケミア2 〜おちた学園と錬金術士たち〜 プレミアムボックス              | 2008年5月29日    | PS2  |      |
|       | 마나케미아 학원 연금술사들 포터블                  | マナケミア 〜学園の錬金術士たち〜PORTABLE+                               | 2008年9月25日    | PSP  |      |
|       | 마나케미아2 타락한 학원과 연금술사들 포터블        | マナケミア2 〜おちた学園と錬金術士たち〜PORTABLE+                        | 2009年10月1日    | PSP  |      |
| DSA2  | 아니의 아틀리에                                    | アニーのアトリエ 〜セラ島の錬金術士〜                                    | 2009年3月12日    | DS   |      |
| A11   | 로로나의 아틀리에                                  | ロロナのアトリエ 〜アーランドの錬金術士〜                                | 2009年6月25日    | PS3  |      |
|       | 로로나의 아틀리에 프리미엄 박스                    | ロロナのアトリエ 〜アーランドの錬金術士〜 プレミアムボックス             | 2009年6月25日    | PS3  |      |
| DSA3  | 리나의 아틀리에                                    | リーナのアトリエ 〜シュトラールの錬金術士〜                              | 2009年12月22日   | DS   |      |
| A4    | 유디의 아틀리에 포터블                             | ユーディーのアトリエ 〜グラムナートの錬金術士〜PORTABLE+                 | 2010年4月8日     | PSP  |      |
| A12   | 토토리의 아틀리에                                  | トトリのアトリエ 〜アーランドの錬金術士2〜                               | 2010年6月24日    | PS3  |      |
|       | 토토리의 아틀리에 프리미엄 박스                    | トトリのアトリエ 〜アーランドの錬金術士2〜 プレミアムボックス            | 2010年6月24日    | PS3  |      |
| A13   | 메루루의 아틀리에                                  | メルルのアトリエ 〜アーランドの錬金術士3〜                               | 2011年6月23日    | PS3  |      |
| A14   | 아샤의 아틀리에                                    | アーシャのアトリエ 〜黄昏の大地の錬金術士〜                              | 2012年6月28日    | PS3  |      |
| A15   | 에스카 & 로지의 아틀리에                           | エスカ&ロジーのアトリエ 〜黄昏の空の錬金術士〜                           | 2013年6月27日    | PS3  |      |
| A16   | 샤리의 아틀리에                                    | シャリーのアトリエ 〜黄昏の海の錬金術士〜                                | 2014年7月18日    | PS3  |      |